# Neoxorides

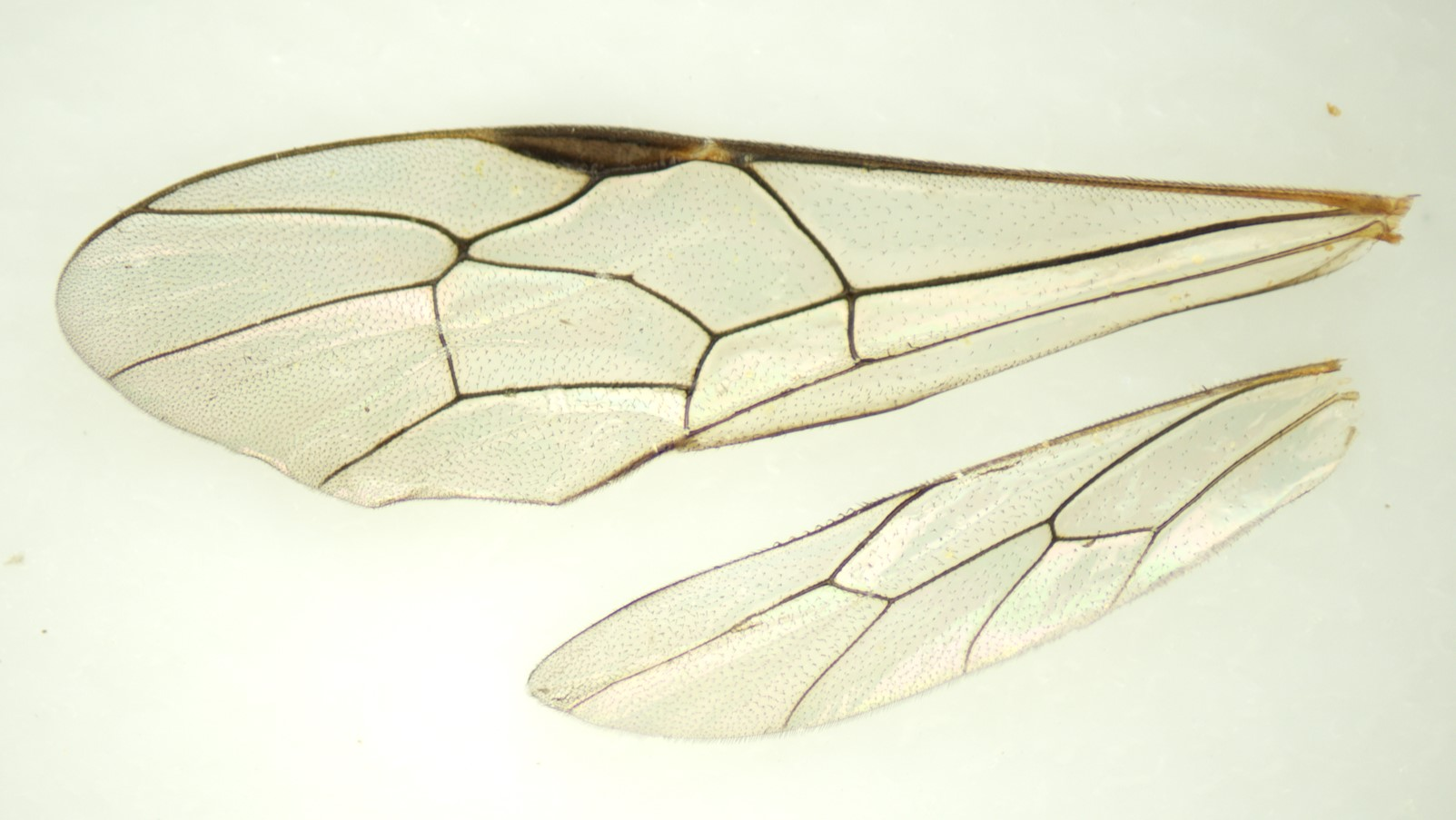
Flügel von Neoxorides nitens

Neoxorides ist eine Schlupfwespengattung in der Unterfamilie Poemeniinae. Innerhalb dieser ist sie der Tribus Poemeniini zugeordnet. Die Gattung wurde 1938 von dem deutschen Entomologen Ernst Clément (1874–1969) eingeführt. Typusart ist Xorides nitens Gravenhorst, 1829. Die Gattung Neoxorides ist in Deutschland mit 5 Arten vertreten.

## Merkmale
Die mittelgroßen bis großen Schlupfwespen weisen Körperlängen von 10 mm und mehr auf. Charakteristisch für die Gattung sind schuppenartige Schläfen in Kombination mit einem vollständig schwarz gefärbten Scutellum sowie undeutlichen Einstichen an der Oberfläche der metasomalen Tergite. Weiterhin fehlt ein Kiel am Praepectus (epicnemial carina). Der Clypeus ist klein und flach. Die Mandibeln weisen nur einen Zahn auf. Alle tarsalen Krallen sind einfach gestaltet. Die Vorderflügel weisen keine Flügelader 3rs-m auf. Diese würde normalerweise ein vorhandenes Areolet (kleine Flügelzelle) nach außen hin abschließen.

## Lebensweise
Die Vertreter der Gattung Neoxorides sind idiobionte Ektoparasitoide. Zu ihren Wirten gehören die unreifen Entwicklungsstadien holzbohrender, xylophager Käfer. Das Weibchen platziert mit ihrem langen Legebohrer ein Ei an die unter der Rinde oder im Holz lebende Wirtslarve. Die geschlüpfte Parasitenlarve frisst ihren Wirt von außen allmählich auf und verpuppt sich anschließend.

## Systematik
Zur Gattung Neoxorides werden etwa 13 beschriebene Arten gerechnet. Deren Verbreitungsgebiet erstreckt sich über die Holarktis. In den letzten Jahren wurde in Mexiko sowie in Costa Rica, beides zur Neotropis zählend, jeweils eine weitere Neoxorides-Art gefunden, wobei letztere offenbar noch unbeschrieben ist.
- Neoxorides borderai Khalaim, Ruiz-Cancino & Coronado-Blanco, 2023 – Mexiko (Hidalgo)[4]
- Neoxorides borealis (Cresson, 1870) – Nearktis
- Neoxorides caryae (Harrington, 1891) – Nearktis
- Neoxorides collaris (Gravenhorst, 1829) – Westpaläarktis (Europa)
- Neoxorides longiacer Sheng, 1998 – Ostpaläarktis (China)
- Neoxorides matsuyamensis (Uchida, 1928) – Ostpaläarktis (Japan)
- Neoxorides montanus Oehlke, 1966 – Westpaläarktis (Europa)
- Neoxorides nitens (Gravenhorst, 1829) – Westpaläarktis (Europa)
- Neoxorides opacus (Kokujev, 1903) – Paläarktis (Europa, vermutlich auch Sibirien)
- Neoxorides pilulus Townes, 1960 – Nearktis
- Neoxorides striatus Johansson, 2021 – Westpaläarktis (Europa)
- Neoxorides tenuis Wang & Gupta, 1995 – Ostpaläarktis (China)
- Neoxorides varipes (Holmgren, 1860) – Westpaläarktis (Skandinavien, Osteuropa, Russland)